# Floris Jan Bovelander

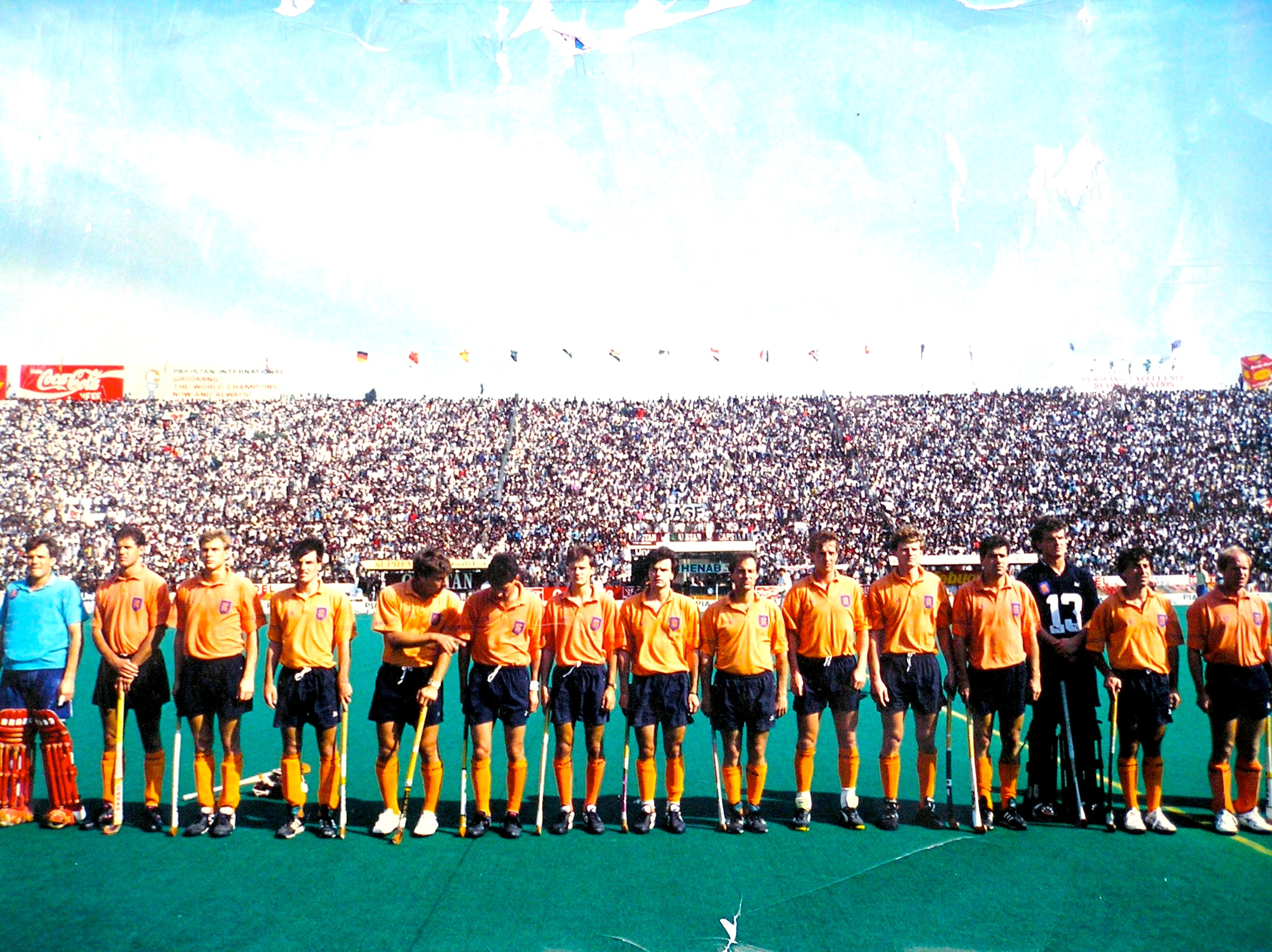
Die niederländische Mannschaft vor dem Weltmeisterschaftsfinale 1990. Bovelander ist der fünfte von links.

Floris Jan Bovelander (* 19. Januar 1966 in Haarlem) ist ein ehemaliger niederländischer Hockeyspieler, der bei den Olympischen Spielen 1996 und der Weltmeisterschaft 1990 jeweils die Goldmedaille gewann.

## Sportliche Karriere
Der 1,85 m große Floris Jan Bovelander erzielte zwischen 1985 und 1996 in 241 Länderspielen für die Niederländische Nationalmannschaft 212 Tore. Seine erste internationale Medaille gewann er bei der Europameisterschaft 1987 in London. Die Niederländer belegten in der Vorrunde den zweiten Platz hinter der englischen Mannschaft. Im Finale trafen die beiden Mannschaften erneut aufeinander und die Niederländer gewannen nach Siebenmeterschießen.
Bei den Olympischen Spielen 1988 in Seoul war der Strafeckenspezialist Bovelander mit neun Treffern der erfolgreichste Torschütze des Turniers. Die Niederländer belegten in der Vorrunde den zweiten Platz hinter den Australiern. Im Halbfinale unterlagen die Niederländer der deutschen Mannschaft mit 1:2. Da auch die Australier ihr Halbfinale gegen die Briten verloren, trafen die Australier und die Niederländer im Spiel um den dritten Platz erneut aufeinander. Die Niederländer gewannen mit 2:1, wobei Floris Jan Bovelander beide Treffer für die Niederländer erzielte.
Auch bei der Weltmeisterschaft 1990 in Lahore war Bovelander mit neun Treffern erfolgreichster Torschütze zusammen mit dem Spanier Ignacio Escudé. Die Niederländer waren in der Vorrunde Zweite hinter den Australiern. Nach dem 3:2-Halbfinalsieg über die deutsche Mannschaft gewannen die Niederländer im Finale mit 3:1 gegen die Mannschaft des Gastgeberlandes Pakistan. Bovelander erzielte im Finale die ersten beiden Treffer für die Niederländer.
1992 trafen sich die Mannschaften Pakistans und der Niederlande bei den Olympischen Spielen in Barcelona sowohl in der Vorrunde als auch im Spiel um den dritten Platz und beide Male siegten die Pakistaner. Zusammen mit dem Argentinier Fernando Ferrara führte Bovelander mit elf Treffern die Torschützenliste an. Zwei Jahre später im Finale der Weltmeisterschaft 1994 trafen Pakistan und die Niederlande erneut aufeinander und wieder siegte die Mannschaft Pakistans.
Zum Abschluss seiner Karriere nahm Floris Jan Bovelander an den Olympischen Spielen 1996 in Atlanta teil. Erfolgreichster Torschütze der Niederländer war Taco van den Honert mit sieben Treffern, Bovelander erzielte vier Treffer. Zwei seiner Treffer erzielte Bovelander im Finale, welches die Niederländer mit 3:1 gegen die Spanier gewannen.
Auf Vereinsebene spielte Bovelander für den HC Bloemendaal, mit dem er zwischen 1986 und 1993 sechs Meistertitel gewann.